# Vetro metallico
Il vetro metallico è una classe di materiali solidi non-cristallini, comprendente i metalli amorfi e alcuni sistemi quasi-cristallini. Non tutti i metalli possono infatti dare sistemi amorfi.

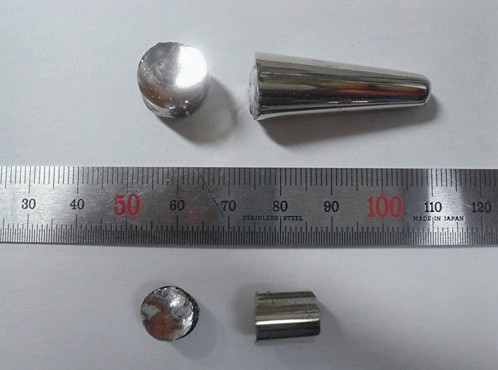
Campioni massivi di Vetro Metallico

## Modello di Bernal
Il metodo di Bernal consiste in una rappresentazione atta a visualizzare la struttura amorfa del metallo congiungendo ogni atomo (presentato come sfera rigida) dal suo centro al centro dei primi vicini. Il risultato di questo disegno per un certo numero di atomi è un poliedro con forma regolare. Spostandosi in altre porzioni dello spazio però non vi è la ripetibilità classica di queste strutture tipica dell'ordine a lungo raggio o sistema cristallino. Il significato di queste rappresentazioni è che allo stato amorfo è improprio parlare di disordine: esistono interazioni che è possibile osservare attraverso queste figure geometriche riscontrate a corto raggio che però non presentano la periodicità tipica del sistema cristallino a lungo raggio.

## Metodo Melt spinning
Il metodo melt spinning è un metodo di produzione piuttosto costoso ma l'uniformità della struttura non-cristallina comporta assenza di bordi di grano tipica dei metalli policristallini e le proprietà dei materiali prodotti sono notevoli: alta resistenza meccanica e resistenza alla corrosione eccellente.
I metalli amorfi si ottengono in genere da leghe e non da metalli puri, poiché quest'ultimi sono molto difficili da rendere amorfi, infatti l'ordine cristallino di questi prevale sull'arrangiamento non ordinato. Occorrono velocità prossime a 10^6/sec e solitamente leghe come quelle eutettiche che presentano temperatura di fusione bassa, per cui è più semplice ottenere il vetro.
 Il metodo prevede:

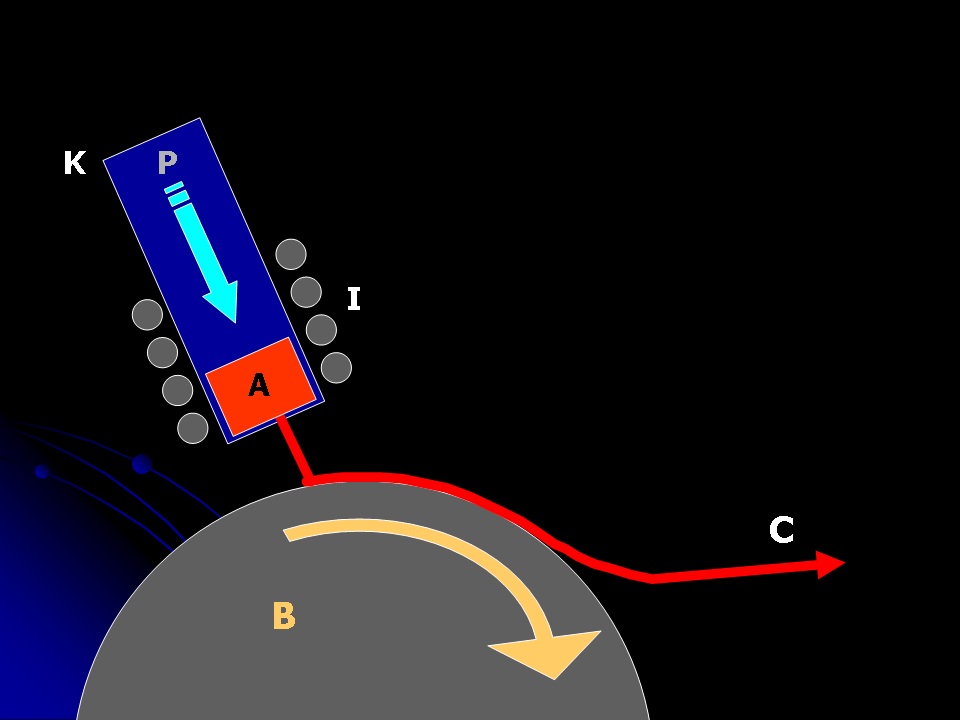
MeltSpinner

- l'utilizzo di un tamburo (disco di rame) posto in rotazione che funge da pozzo termico e presenta elevata conducibilità termica. Questo è mantenuto a temperatura costante.
- L'inserimento della lega che si intende fondere all'interno di un contenitore di quarzo avvolto da una spira ad induzione e collegato ad un serbatoio di elio liquido tramite sistema a valvole.
- Riscaldamento dell'avvolgimento metallico attraverso una differenza di potenziale ai suoi estremi (il filo ad induzione porta a fusione la lega).
- Avvio di elio liquido al contenitore con la lega fusa, questo fa schizzare la lega stessa con un angolo tale da avere un punto di tangenza con il disco che gira. L'angolo di contatto è importante perché il filetto di lega fluida che arriva sul disco deve essere tirato strato per strato e quindi il getto deve arrivare radente al disco in modo da avere il massimo rilascio di calore.

Il melt spinning produce un nastrino di lunghezza variabile e spessore 30 micrometri.

## Proprietà meccaniche
La struttura amorfa dei vetri metallici presenta due proprietà importanti.
La prima è la presenza per un sistema metallico della Temperatura di transizione vetrosa proprio come i vetri tradizionali, infatti è possibile controllare la viscosità del vetro e questo rende possibile la lavorazione o modellazione del materiale.
La seconda proprietà riguarda la struttura atomica amorfa ed in particolare l'assenza di difetti cristallini quali le dislocazioni, di conseguenza i vetri metallici possono essere molto più resistenti (3-4 volte di più) rispetto ai metalli nella forma cristallina
Altre proprietà sono la Rigidezza che risulta più bassa rispetto alle leghe cristalline di riferimento. La conseguente combinazione alta Resistenza e bassa rigidezza comporta una Resilienza molto elevata, cioè una buona capacità di immagazzinare energia di deformazione elastica e rilasciarla.
Una prova che può descrivere tale capacità è sicuramente quella di lasciare cadere sfere di elevate durezza su un pezzo di metallo inossidabile e su un vetro metallico, si può notare come quelle cadute sul vetro metallico rimbalzino bene e per una durata maggiore. Il metallo del primo caso invece presenta una più bassa resistenza, viene deformato plasticamente e questo smorza rapidamente l'energia cinetica della sfera.

### Impiego dei vetri metallici
Le principali applicazioni riguardano:
- attrezzatura sportiva (ad esempio la famosa mazza da golf della Liquidmetal Technologies).
- settore biomedico
- magneti dolci (non avendo bordi di grano)

### Curiosità
L'“alluminio trasparente” nel film Star Trek (Rotta verso la Terra) viene citato come alternativa di un equivalente contenitore in policarbonato spesso 10 volte tanto. Scotty ne suggerisce la produzione attraverso un'alterazione della struttura cristallina del metallo.